# Virgen del Rescate
La Virgen del Rescate o llamada oficialmente como  Nuestra Señora de la Limpia Concepción del Rescate de Ujarrás es una imagen de la Virgen María, en su advocación de la Inmaculada Concepción, que se venera en el santuario de Nuestra Señora de Ujarrás, en la población de paraíso y diócesis de Cartago, Costa Rica. 

## Historia
Según la tradición la imagen fue obsequiada por el rey Felipe II de España a fray Lorenzo de Bienvenida en 1565. Bajo su mirada se forjó la devoción mariana en Costa Rica, ya que es la primera imagen de la Santísima Virgen María de que se tiene registro en el territorio. Su veneración comienza en el valle de Ujarrás a mediados del siglo XVI. El 13 de julio de 1832 la imagen fue trasladada a Paraíso donde se venera actualmente. El templo dedicado a esta devoción fue declarado Santuario Nacional el 15 de febrero de 1981.

## Patronazgo

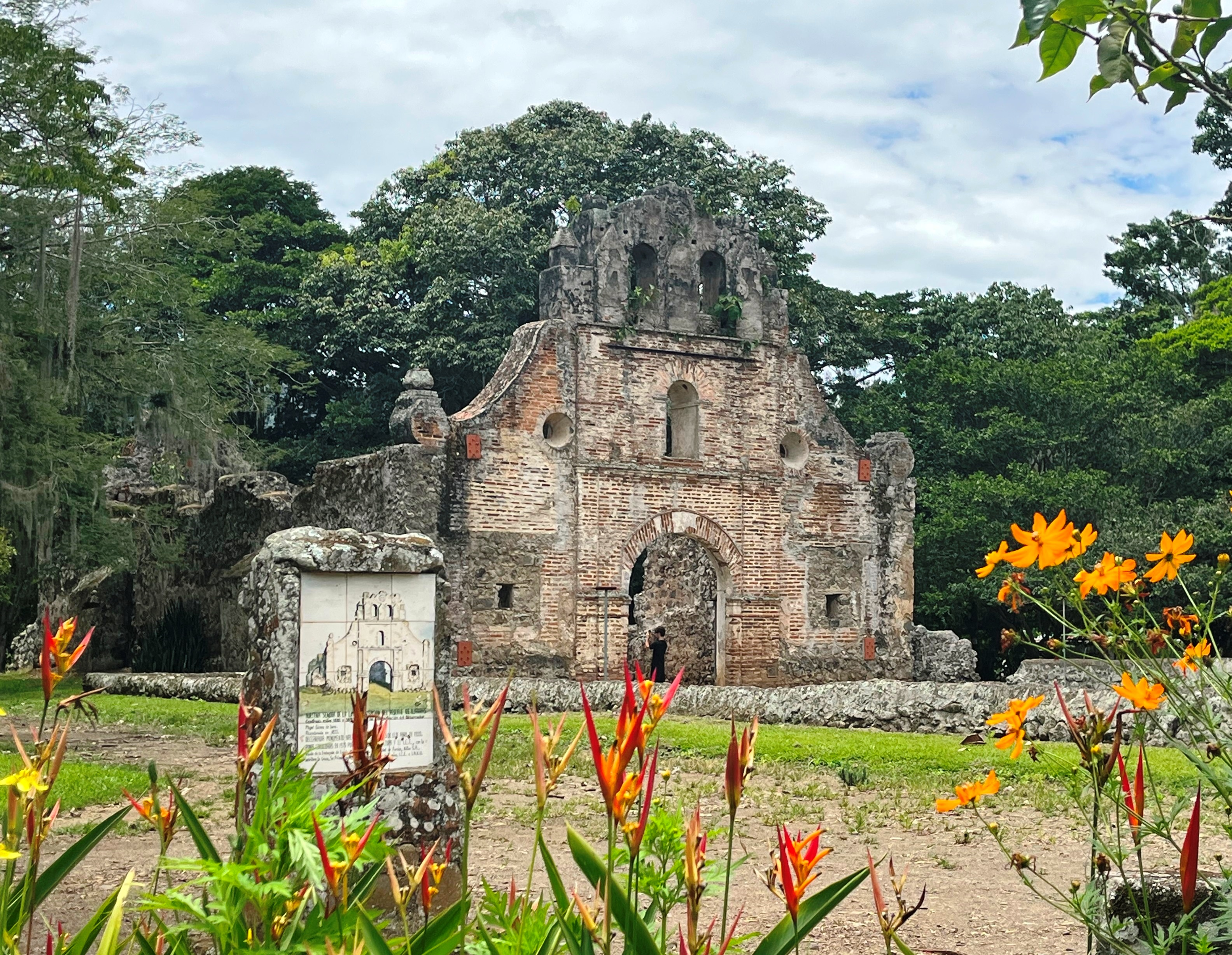
Basílica de Nuestra Señora de la Limpia Concepción del Rescate de Ujarrás, conocidas como las ruinas de Ujarrás. Patrimonio Histórico de Costa Rica.

Actualmente es patrona de la fuerza policial de Costa Rica y de Capitana Nacional. Además es Alcaldesa Perpetua del Cantón de Paraíso y custodia de las llaves de la ciudad.

## El Rescate
En 1666 acontece la invasión de los piratas ingleses Eduard Mansfield y Henry Morgan a suelo costarricense por el puerto Caribe. Así las cosas, narra don Eladio Prado, un bravo hombre, Alonso de Bonilla, avanza por entre los montes, llegando cerca de los invasores el 16 de abril. Alista la carabina y con valor digno de un héroe, dispara contra el enemigo. Presos de pánico huyeron los piratas retirándose en Matina y reembarcándose en Portete el 23 de abril. Según la tradición al disparo de Bonilla se vio en el cielo una mujer rodeada de un ejército celestial que espantó a los invasores. Mientras esto sucedió en Cartago estaban implorando a Nuestra Señora de Ujarrás por la situación. Al verse nuestra patria librada de los enemigos se le atribuye el milagro a Nuestra Señora y se le agrega el título de "el rescate".

## Romería a Ujarrás
La tradicional romería al Valle de Ujarrás se realiza el domingo más próximo al 16 de abril, fecha en que se conmemora uno de los principales favores atribuidos a la Virgen de Ujarrás, el rescate. La sagrada imagen es trasladada, acompañada por centenares de fieles a las ruinas de lo que fue su primer santuario. Al llegar se celebra la santa misa presidida por el obispo y concelebrada por varios sacerdotes. Por la tarde se retorna al Santuario Nacional donde es recibida en el pueblo entre alegre fiesta. 

## La coronación pontificia
Al tratarse una imagen que tiene una historia íntimamente unida con el origen de Costa Rica. Que a través de los cuatrocientos años de veneración, los fieles han amado e invocado constantemente. Estas y otras consideraciones, fueron motivos válidos para obtener la Coronación Pontificia. Y sin duda sabiendo motivar la petición, este templo parroquial puede gozar a perpetuidad el título de Basílica Menor. El arzobispo de Costa Rica Mons. Rubén Odio Herrera con fecha el 12 de setiembre de 1953, solicitó formalmente a Roma la coronación pontificia de la imagen de Nuestra Señora de la Limpia Concepción del Rescate de Ujarrás. Su Santidad el papa Pío XII acogiendo la petición, recibió con profunda alegría tal petición y decretó dicha coronación con documento oficial fechado el 31 de octubre de 1953. El acto solemne de coronación, se pensaba llevar a cabo dentro de los festejos del año mariano, pero por disturbios políticos tanto la coronación como el segundo Congreso Eucarístico nacional, se fueron posponiendo hasta el día 27 de abril de 1955, fecha en que se celebró la Misa Pontifical presidida por el cardenal legado don Carlos María de la Torre en el parque de La Sabana, en un acto solemnísimo y de mucha gala.

## Novena de la Virgen
Esta fiesta religiosa es la preparación para la fiesta patronal del 2 de febrero, día de la Candelaria. Nueve días antes se celebran el rosario a las 5 y 30 a. m. saliendo del templo hacia algún sector del pueblo, durante el trayecto se reza el santo rosario. Una vez llegado al lugar, se celebra la santa misa y después se comparte un ágape. Esta tradición reúne a más de 500 devotos que por las mañanas se congregan a rendir culto a Nuestra Señora.